# Xã Blue Ridge, Quận Howard, Arkansas
Xã Blue Ridge (tiếng Anh: Blue Ridge Township) là một xã thuộc quận Howard, tiểu bang Arkansas, Hoa Kỳ. Năm 2010, dân số của xã này là 193 người.